# Liste der Stolpersteine in Armsheim
Die Liste der Stolpersteine in Armsheim enthält alle Stolpersteine, die im Rahmen des gleichnamigen Kunst-Projekts von Gunter Demnig in Armsheim verlegt wurden. Mit ihnen soll der Opfer des Nationalsozialismus gedacht werden, die in Armsheim lebten und wirkten.

## Verlegte Stolpersteine
| Adresse, Lage             | Verlegedatum | Name, Inschrift                                                                        | Bild | Anmerkung |
| ------------------------- | ------------ | -------------------------------------------------------------------------------------- | ---- | --------- |
| Hauptstraße 40 (Standort) | Feb. 2006    | HIER WOHNTE GERTRUDE BRONNE JG. 1911 DEPORTIERT 1942 ERMORDET IN MAJDANEK              |      |           |
| Hauptstraße 40 (Standort) | Feb. 2006    | HIER WOHNTE LUDWIG BRONNE JG. 1880 DEPORTIERT 1942 TOT IN LUBLIN                       |      |           |
| Hauptstraße 40 (Standort) | Feb. 2006    | HIER WOHNTE EMILIE BRONNE GEB. BEISINGER JG. 1876 DEPORTIERT 1942 ERMORDET IN MAJDANEK |      |           |
| Hauptstraße 40 (Standort) | Feb. 2006    | HIER WOHNTE RUTH BRONNE JG. 1920 DEPORTIERT 1942 ERMORDET IN MAJDANEK                  |      |           |